# Sferna astronomija
Sferna astronomija, grana astronomije koja se bavi određivanjem nebeskih referentnih koordinatnih sustava, te određivanjem i proučavanjem pojava koje uzrokuju promjenu nebeskih koordinata. Pri određivanju položaja nebeskih tijela sferna se astronomija oslanja na matematičke metode sferne geometrije i na astrometrijska mjerenja. Prvenstveno područje sferne astronomije su koordinatni sustavi i vrijeme. Naime, položaj nekog tijela na nebeskoj sferi određen je koordinatama izabranog nebeskog koordinatnog sustava, određenog položajima koordinatnih osi za određenu epohu.
Sferna astrometrija obuhvaća geometrijske odnose na nebeskoj sferi i vremenske promjene na njoj, te zato utvrđuje sferne koordinatne sustave: horizontski, ekvatorski, ekliptički i galaktički. U horizontskom sustavu koordinate su azimut i visina odnosno zenitna daljina, u ekvatorskom su rektascenzija odnosno satni kut te deklinacija odnosno polna udaljenost, u ekliptičkom ekliptička dužina i širina, u galaktičkom galaktička dužina i širina. Satni kut i deklinacija čine mjesne ekvatorijalne koordinate, dok rektascenzija i deklinacija čine nebeske ekvatorijalne koordinate. Rektascenzija i satni kut nadopunjuju se na zvjezdano vrijeme. Vrijeme je u sfernoj astrometriji nezavisna promjenljiva veličina, a jedinica za mjerenje je zvjezdani ili siderički dan, koji iznosi 23 h 56 min 4,09 s. Koordinate nebeskih tijela mijenjaju se zbog njihovih vlastitih gibanja, zbog aberacije svjetlosti, dnevne i godišnje paralakse, te zbog nutacije i precesije.

## Osnove orijentacije na nebeskoj sferi
Astronomija je vezana za orijentaciju u prostoru, a ona se sastoji u tome da gledajući u nebo, i prelazeći pogledom s jednog nebeskog tijela na drugo, mi povezujemo smjerove u kojima vidimo tijelo. Položaj tijela projiciramo na plohu jedne kugle, koju nazivamo nebeskom sferom. Zbog velikih daljina nebeskih tijela, možemo zamisliti da je i nebeska sfera na velikoj daljini. Bliski predmeti, kao što su avion ili umjetni satelit, na nebeskoj će sferi brzo mijenjati međusobni položaj, a mnogo udaljenije zvijezde, iako se i one ustvari gibaju, duže će zadržavati prividno jednak projicirani razmještaj. Dakle, položaj tijela određuje se smjerovima i kutovima između njih.
Za zapis položaja na nebeskoj sferi služe sferne koordinate, slično kao što za utvrđivanje položaja na površini Zemlje služe zemljopisne koordinate. Važne točke na globusu jesu polovi, točke kroz koje prolazi Zemljina os vrtnje. Veoma važno svojstvo, smjer vrtnje, ne možemo odrediti drukčije nego na osnovi iskustva. Kažemo da se Zemlja okreće kao desni vijak koji napreduje od Južnog pola prema Sjevernom polu. Smjer se može odrediti i s obzirom na način gibanja satne kazaljke. Gledajući na Sjeverni pol Zemlje, ona se vrti u smjeru suprotnom od kazaljke na satu. Pomoću meridijana odbrojavaju se zemljopisne dužine; računaju se kao istočne ili kao zapadne, od 0° do 180°. Početni meridijan je onaj koji, po dogovoru, prolazi zvjezdarnicom u Greenwichu, predgrađu Londona. Okomito na meridijane prolaze paralele (usporednice). Paralela najvećeg opsega je ekvator, a od njega se prema sjeveru i prema jugu odbrojavaju zemljopisne širine, kao sjeverne i južne, i to od 0° do 90°. Meridijana i paralela ima neizmjerno mnogo. 
U astronomiji se primjenjuje nekoliko koordinatnih sustava (nebeski koordinatni sustavi). Svaki od njih ima osnovni krug (kao što je Zemljin ekvator) i početnu polukružnicu (kao što je početni Greenwichski meridijan) od kojih se odbrojavaju koordinate. 

### Dnevno gibanje neba
Neposredan izgled pojava na nebu uvjetovan je Zemljinim gibanjima. Zemljina vrtnja uzrok je prividnom okretanju nebeske sfere i izmjene dana i noći. Svakako, nije svejedno okreće li se Zemlja ili nebeska sfera, sa svim zvijezdama i galaktikama. U posljednjem bi slučaju relativne brzine zvijezda morale nadmašiti brzinu svjetlosti, a nedostajale bi mnoge sitne pojave koje pružaju fizičke i astronomske dokaze gibanja Zemlje. Te pojave jesu: zakretanje ravnine njihanja (Foucaultovo njihalo), otklon na istok pri slobodnom padu, spljoštenost Zemlje, pojava dnevne paralakse, dnevna aberacija svjetlosti i još neke. Bez razumijevanja fizičke suštine, a to znači ne znajući za ograničenu veličinu Zemlje i njezina gibanja, neposredno vidljive promjene na nebu nisu jednostavno protumačive. Zato je i trebalo mnogo vremena dok se čovjek nije izdignuo iznad neposredno danog. 

### Nebeska os, nebeski ekvator i nebeski meridijan
Vidljiv predio neba ovisi o položaju promatrača i o trenutku promatranja. Svaki promatrač na Zemlji stoji na vodoravnoj ravnini, a pravac sile teže, vertikala, okomit je na tu ravninu. Smjer vertikale pokazuje slobodno obješen, miran visak. Produži li se vertikala prema nebeskoj sferi, probost će je u točki koja ovisi o zemljopisnom položaju i o trenutku dana, jer se Zemlja okreće. Zbog Zemljina okretanja vertikala opisuje stožac oko produžene Zemljine osi ili nebeske osi. Nebeska os probada nebesku sferu u sjevernom i južnom nebeskom polu. Nebeska os je zamišljeni pravac identičan sa Zemljinom osi rotacije i probada nebesku sferu u sjevernom i južnom nebeskom polu. U točki sjevernog nebeskog pola se približno nalazi zvijezda Sjevernjača. Oko nebeske osi se prividno okreće nebeska sfera (prividno okretanje nastaje zbog rotacije Zemlje). Sva nebeska tijela prividno se okreću oko nebeske osi. Ravnina Zemljina ekvatora, protegnuta do nebeske sfere, isijeca na njoj kružnicu ili nebeski ekvator. Nebeski ekvator je projekcija Zemljinog ekvatora na nebesku sferu. Ravnina kojoj pripada nebeski ekvator okomita je na nebesku os. Ravnina meridijana na kojemu se promatrač nalazi presijeca nebesku sferu uzduž velike kružnice ili nebeskog meridijana. Nebeski meridijan je zamišljena velika kružnica na nebeskoj sferi koja prolazi sjevernim i južnim nebeskim polom i sadrži projekciju nebeskog tijela čiji meridijan promatramo. Meridijan promatrača prolazi nebeskim polovima, te sadrži zenit i nadir promatrača. Kako promatrač subjektivno ne osjeća Zemljinu vrtnju, činit će mu se da se nebeska sfera okreće oko Zemljine osi, i to u suprotnom smjeru.

### Obzor, zenit i nadir
Vodoravna ravnina na kojoj se promatrač nalazi je ravnina obzora ili horizonta, a kružnica koju ona isijeca na nebeskoj sferi je obzor ili horizont. Obzor je velika kružnica nebeske sfere, nastaje presjekom ravnine koja prolazi stajalištem promatrača s nebeskom sferom i okomita je na pravac zenit-nadir. Vidljivi horizont (na otovrenim površinama kao more) se zbog zakrivljenosti Zemljine površine nalazi ispod astronomskog horizonta (tome je uzrok i nadmorska visina te refrakcija Zemljine atmosfere). Točke u kojima okomica ili vertikala probada nebesku sferu jesu zenit i nadir. Zenit je točka na nebeskoj sferi koja se nalazi direktno iznad promatrača. Nadir je točka na nebeskoj sferi suprotno od zenita (ispod promatrača). Na arapskom znači suprotan, nasuprot. Zvijezde obilaze oko nebeske osi po kružnicama koje su nazvane dnevne kružnice. Neke zvijezde, one koje su blize sjevernom nebeskom polu, stalno su iznad obzora (cirkumpolarna zviježđa). Neke zvijezde izlaze iznad obzora i zalaze pod obzor.
Kao istočna točka obzora (E)  i kao zapadna točka obzora (W) zadaje se presjecište nebeskog ekvatora s obzorom. Nebeski meridijan prolazi kroz zenit, sjeverni i južni nebeski pol. Presjecište meridijana i obzora bliže sjevernom nebeskom polu je sjeverna točka obzora (N), a njoj nasuprot, južna točka obzora (S). Četiri glavne točke obzora (N, S, W i E) određene su prividnim dnevnim gibanjem neba i razlikovanjem polova, a razmaknute su na obzoru za pravi kut. Zvijezde izlaze na istočnoj strani obzora, podižu se do nebeskog meridijana, gdje dostižu najveću visinu ili kaže se da prolaze kroz gornju kulminaciju. Nastavljajući kruženje, zalaze na zapadnoj strani obzora. Nakon toga će zvijezde proći i kroz najniži položaj ili donju kulminaciju. Iznad obzora zvijezde se premještaju od istočne strane prema zapadnoj. Cirkumpolarne zvijezde nikada ne zalaze, a anticirkumpolarne nikada ne izlaze. Sve zvijezde, promatrane na svim zemljopisnim širinama, bez obzira na to jesu li cirkumpolarne ili nisu, prolaze kroz gornju kulminaciju u onoj polovici meridijana (meridijan je raspolovljen sjevernim i južnim nebeskim polom) koja sadrži zenit; kroz donju kulminaciju zvijezda će proći u onoj polovici meridijana koja sadrži nadir. Dijelovi dnevnih kružnica iznad obzora jesu dnevni lukovi. Zvijezda koja se nalazi na dnevnoj kružnici sjevernije od nebeskog ekvatora izlazi između sjeverne (N) i istočne (E) točke obzora, a zalazi između sjeverne i zapadne (W) točke obzora. Južnije od istočno – zapadne linije, izlaze i zalaze one zvijezde koje su smještene južnije od nebeskog ekvatora.

## Nebeska sfera
Nebeska sfera (ili svod) zamišljena je sfera proizvoljnog polumjera na koju motritelj projecira položaj nebeskih tijela. Gledajući nebeski svod imamo dojam da su zvijezde na njemu učvršćene i da se nebeski svod okreće. To je prividno okretanje nebeskog svoda, a posljedica je dnevne Zemljine vrtnje oko svoje osi u smjeru zapad - istok. Središte (ishodište) nebeske sfere može biti u motriteljevom stajalištu (topocentrična sfera), Zemljinom središtu (geocentrična sfera), Sunčevom središtu (heliocentrična sfera), središtu masa Sunčevog sustava (baricentrična sfera), središtu Mjeseca ili planeta (planetocentrična ili selenocentrična sfera).

## Nagib Zemljine rotacijske osi
Zemljina rotacijska os otklonjena je od okomice na ravninu staze po kojoj se Zemlja giba oko Sunca (ravninu ekliptike) za 23,5°, a toliko iznosi i kut između ravnine nebeskog ekvatora i ravnine ekliptike. Odnosno, Zemljina rotacijska os nagnuta je pod kutom od 66,5° na ravninu ekliptike.

## Nebeski koordinatni sustavi
Nebeski koordinatni sustav je sferni koordinatni sustav u kojem je položaj nebeskog tijela određen dvjema koordinatama definiranog sfernog koordinatnog sustava. U astronomiji razlikujemo 5 nebeskih koordinatnih sustava:
- horizontski (azimutski) koordinatni sustav
- mjesni ekvatorski koordinatni sustav
- nebeski ekvatorski koordinatni sustav
- ekliptički koordinatni sustav
- galaktički koordinatni sustav

## Astronomske pojave koje uzrokuju promjene koordinata nebeskih tijela
Ekvatorske i ekliptičke koordinate nebeskih tijela ne ovise o mjestu na kojem se nalazi motritelj i ne mijenjaju se zbog prividne dnevne rotacije nebeske sfere, dok se horizontske koordinate svih nebeskih tijela mijenjaju. Nebeske se koordinate ipak mijenjaju tijekom vremena zbog nekoliko različitih pojava:
- gibanja koordinatnih sustava (promjena prostorne orijentacije koordinatnih osi) - precesija i nutacija;
- prividnog kutnog pomaka smjera nebeskih tijela - aberacija, paralaksa i refrakcija;
- relativno međusobno gibanje zvijezda - vlastito kretanje zvijezda.

### Precesija i nutacija
Precesija (kasnolatinski praecessio, prema klasičnom latinskom praecedere: ići naprijed) je pravilna promjena smjera osi rotirajućega tijela koja nastaje kada na tijelo djeluje vanjski moment sile. Promjena kutne količine gibanja ima smjer momenta sile i vektorski se zbraja s trenutačnom kutnom količinom gibanja. Pojava je opažena pri gibanju zvrka (žiroskopa) učvršćena u jednoj točki osi izvan težišta. Precesija svemirskoga tijela nastaje ako ono nije homogena kugla i ako na nj gravitacijski djeluje drugo tijelo koje se ne nalazi u ravnini ekvatora.
Zemljina precesija nastaje pod djelovanjem Sunca i Mjeseca. Zbog Zemljine protežnosti javlja se razlika privlačne sile Mjeseca ili Sunca na bližoj i daljoj strani Zemlje, a kako ta razlika ima komponentu u smjeru okomitom na ekvatorsku ravninu rotirajuće Zemlje, nastaje spreg sila, odnosno rezultantni moment sile. Zbog toga os Zemljine vrtnje opisuje stožac oko okomice na spojnicu središta Zemlje i Mjeseca, odnosno Zemlje i Sunca. To je luni-solarna precesija. Kako se Mjesec ne nalazi u ravnini ekliptike, već mu se od nje staza otklanja za 5° 9′, na stošcu se javljaju nabori s periodom od 18,67 godina, što se u astronomiji naziva nutacijom. 
Postoji i planetarna precesija, koja je zakretanje ravnine ekliptike zbog utjecaja planeta. Zbirni učinak luni-solarne i planetarne precesije uzrokuje pomak proljetne i jesenske točke među zvijezdama na zapad, godišnje za 50,6′′. Zbog precesije Zemljina os obilazi oko normale na ravninu ekliptike sa sideričkim periodom od 25 800 godina (Platonova godina). Posljedica je toga da Sjeverni nebeski pol putuje među zvijezdama; na mjestu gdje je danas Sjevernjača, zvijezde se izmjenjuju. Zbog precesije, Zemljina siderička i tropska godina nisu jednake, a koordinate se ekvatorskoga koordinatnoga sustava mijenjaju.
Važna je posljedica precesije različito izlaganje Zemljinih kontinenata Sunčevu zračenju. Za klimatske promjene važniji je položaj Zemljine osi prema perihelu Zemljine staze nego prema zvijezdama, a perihel se zbog poremećaja u Sunčevu sustavu zakreće izravno (progradno), godišnje za 11,63′′, tj. Zemljina se eliptična putanja zakreće. Precesijsko-perihelni ciklus traje 21 000 godina.
U astronomiji nutacijom nazivamo malo periodično remećenje Zemljina precesijskoga stošca, uzrokovano promjenom relativnih položaja i udaljenosti Mjeseca i Sunca. Nutacija uzrokovana Mjesecom pomak je nebeskih polova od srednjega položaja za ±9″ s periodom od 18,6 godina, koliko iznosi period regresije Mjesečevih čvorova; naime, ravnina Mjesečeve staze, koja je prema ravnini Zemljina ekvatora nagnuta pod kutom od 5° 9′, zakreće se i utječe na položaj osi Zemljine vrtnje. Sunčeva je nutacija manja, s periodom 0,5 tropske godine.
Platonova godina je siderički period precesije Zemljine osi (period u kojem se Zemljina os ponovno nađe usmjerena prema istomu dijelu nebeske sfere i proljetna točka opiše puni krug po ekliptici); a iznosi 25 800 godina. Naziv je dan u spomen Platonu, koji je vjerovao da postoji velika godina, i da se nakon nje ponavlja jednaki razmještaj svih nebeskih tijela (siderički period).

### Aberacija, paralaksa i refrakcija
Zbog godišnjeg gibanja Zemlje oko Sunca (Zemljina putanja), motritelj stalno mijenja svoj položaj u prostoru. Istodobno se mijenja i pravac (smjer) prema opažanom nebeskom tijelu. Isto tako promjenom mjesta opažanja na Zemlji (stajališta) mijenja se i smjer prema Zemlji bliskim nebeskim tijelima. Smjer prema nebeskim tijelima mijenja se i zbog činjenice da kretanje opažača u prostoru, brzina Zemlje oko Sunca odnosno brzina Zemljine vrtnje, nije zanemariva prema brzini svjetlosne zrake s nebeskog tijela. Osim toga i Zemljina atmosfera mijenja smjer prema nebeskim tijelima.

#### Aberacija
U astronomiji aberacija je prividna promjena položaja zvijezda na nebeskom svodu, uvjetovana kretanjem Zemlje i brzinom širenja svjetlosti. Robert Hooke je otkrio 1674. da se dvojna zvijezda δ Zmaja nalazi 23″ sjevernije u srpnju nego u listopadu; Jean Picard utvrdio je 1680. da Sjevernjača tijekom godine mijenja svoj položaj za 40″; James Bradley utvrdio je 1725. da zvijezde za jednu godinu opišu malu kružnicu, malu elipsu ili se pomiču amo-tamo po pravcu (ovisno o položaju na nebeskoj sferi). Budući da ta aberacija ovisi o gibanju Zemlje oko Sunca, naziva se godišnjom aberacijom. Poznavanje godišnje aberacije α = 20,50″ omogućava izračunavanje brzine svjetlosti (c  = v/tan α, gdje je v brzina Zemlje na putanji oko Sunca). Osim godišnje aberacije, postoji još: dnevna aberacija (0,32″), koja ovisi o okretanju Zemlje oko svoje osi; sekularna aberacija, koja nastaje zbog kretanja Sunčeva sustava u galaktici, i kozmička aberacija, koja je posljedica okretanja cijeloga zvjezdanog sustava. Aberacijsko vrijeme je razdoblje koje protekne dok svjetlost nekog nebeskog tijela ne prevali put do Zemlje.

#### Paralaksa
Paralaksa (grč. παράλλαξις: promjena, odstupanje) je prividan pomak tijela opažan iz dvaju različitih smjerova; služi za određivanje udaljenosti objekta. U astronomiji postoji dnevna i godišnja paralaksa. Dnevna paralaksa nekoga nebeskoga tijela kut je pod kojim se s toga tijela vidi Zemljin polumjer. Mjeri se promatranjem tijela iz različitih točaka na Zemlji, ili uz pomoć njezine vrtnje, a svodi se na središte Zemlje; ekvatorska horizontska paralaksa tijela ona je dnevna paralaksa koja bi bila viđena da se promatrači nalaze na krajevima duljine jednake ekvatorskomu polumjeru, a tijelo da je jednomu promatraču u obzoru. Srednja vrijednost takve Mjesečeve paralakse iznosi 3422,45″ = 57,0′, a Sunčeve 8,794″. Zvijezde su previše daleko da bi im se mogla izmjeriti dnevna paralaksa. Zbog toga se mjeri godišnja ili trigonometrijska paralaksa, ili kut pod kojim se sa zvijezde vidi polumjer Zemljine staze oko Sunca. Mjeri se kao polovica najvećega kutnoga pomaka zvijezde bilježenoga u razdoblju od jedne godine s obzirom na referentni sustav dalekih zvijezda, odnosno galaktika. Udaljenost zvijezde (u parsecima) računa se s pomoću izraza: r = 1/p, gdje je p paralaksa ili kut iskazan u sekundama. Najbliža zvijezda Proxima Centauri ima p = 0,772″. Točnost mjerenja kutova sa Zemlje iznosi 0,03″, a sa satelita Hipparchos 0,002″.

#### Refrakcija u atmosferi
Refrakcija u Zemljinoj atmosferi nastaje zbog prolaza svjetlosti kroz slojeve zraka različite gustoće, pa se svjetlosna zraka pri prijelazu iz jednoga sloja zraka u drugi lomi. Kako se gustoća zraka mijenja postupno, put svjetlosne zrake nije izlomljena linija nego kontinuirana krivulja. Pod normalnim uvjetima, kada se gustoća zraka s visinom smanjuje, ta je krivulja zakrivljena pa je njezin udubljeni dio okrenut prema Zemlji. Budući da ljudsko oko predmete od kojih svjetlosna zraka dolazi smješta u smjeru tangente na put zrake, zemaljski predmeti, zvijezde, Mjesec i Sunce izgledaju viši nego što zapravo jesu. Kut koji čini tangenta s pravocrtnom spojnicom oka i predmeta naziva se kut refrakcije. Razlikuju se astronomska refrakcija, kada se promatraju svemirski objekti, i zemaljska refrakcija, kada se promatraju predmeti na Zemlji. Zbog astronomske refrakcije zvijezde se vide nad obzorom i onda kada se nalaze nešto ispod obzora (horizonta); zbog nje je dan u umjerenim geografskim širinama duži za 8 do 13 minuta, a polarna noć kraća za 12 dana. Zemaljskom refrakcijom vidljivi se obzor proširuje za 5 do 6%. Kod nenormalne stratifikacije atmosfere, kada gustoća zraka raste s visinom, pojavljuju se u Zemljinoj atmosferi posebne optičke pojave.

### Vlastito kretanje zvijezda
Pojavu prostornog međusobnog kretanja zvijezda nazivamo vlastito kretanje zvijezda. Kretanje možemo rastaviti u dvije komponente: u smjeru zvijezde (radijalnu) i okomito na smjer (tangencijalnu). Kod samo nekoliko zvijezda godišnje je vlastito kretanje veće od 1" (najveći godišnji pomak ima Barnardova zvijezda i to 10,3"), u pravilu su to vrlo male vrijednosti. Stoga vlastito kretanje zvijezda iskazujemo u intervalu od 100 godina. Određivanje vlastitog kretanja izvodi se usporedbom višegodišnjih preciznih mjerenja položaja zvijezda.